# Scopulophila
Scopulophila es un género de plantas con flores con dos especies  perteneciente a la familia de las cariofiláceas.

## Taxonomía
El género fue descrito por Marcus Eugene Jones y publicado en Contributions to Western Botany 12: 5. 1908. La especie tipo es: Scopulophila nitrophiloides M.E. Jones. 

## Especies aceptadas
A continuación se brinda un listado de las especies del género Scopulophila aceptadas hasta octubre de 2013, ordenadas alfabéticamente. Para cada una se indica el nombre binomial seguido del autor, abreviado según las convenciones y usos. 
- Scopulophila parryi (Hemsl.) I.M.Johnst.
- Scopulophila rixfordii Munz & I.M.Johnst.